# Гамсоновский переулок
Гамсо́новский переу́лок (название с XIX века) — переулок в Южном административном округе города Москвы на территории Даниловского района.

## История
Переулок получил своё название в XIX веке по фамилии домовладельца, британского подданного Я. В. Гамсона; здесь находилась его хлопчатобумажная прядильная фабрика.

## Расположение
Гамсоновский переулок проходит от Холодильного переулка на восток до путей Павелецкого направления Московской железной дороги, поворачивает на северо-восток и проходит параллельно путям до Большого Староданиловского переулка.

## Примечательные здания и сооружения
По чётной стороне:
- д. 2 — бизнес-центр «Центр-Т» (бывшая карандашная фабрика имени Л. Б. Красина).

По нечётной стороне:
- д. 5 — бизнес-центр «Гамма».

## Транспорт

### Наземный транспорт
По Гамсоновскому переулку не проходят маршруты наземного общественного транспорта. Северо-западнее переулка, на Холодильном переулке, расположена остановка «Метро „Тульская“» трамваев 3, 47.

### Метро
- Станция метро «Тульская» Серпуховско-Тимирязевской линии — западнее переулка, между Большой Тульской улицей и Большим Староданиловским, 1-м Тульским и Холодильным переулками.

### Железнодорожный транспорт
- Платформа Тульская Павелецкого направления Московской железной дороги — юго-западнее переулка, между Новоданиловской набережной и Холодильным переулком.